# Campeonato Sudamericano de Baloncesto Femenino Sub-17 de 2017
El Campeonato Sudamericano de baloncesto Femenino Sub-17 de 2017 correspondió a la XIX edición del Campeonato Sudamericano de Baloncesto Femenino Sub-17, que fue organizado por FIBA Américas. Se disputó en Sucre (Bolivia) entre el 28 de junio y el 2 de julio de 2017 y clasificó a 3 equipos al Campeonato FIBA Américas Femenino Sub-18 de 2018.

## Primera fase
Todos los horarios corresponden al huso horario local (UTC-4:00)

### Grupo A
|   | Equipo    | Pts | J | G | P | PF  | PC  | Dif |
| - | --------- | --- | - | - | - | --- | --- | --- |
| 1 | Colombia  | 6   | 3 | 3 | 0 | 185 | 132 | 53  |
| 2 | Venezuela | 5   | 3 | 2 | 1 | 203 | 181 | 22  |
| 3 | Ecuador   | 4   | 3 | 1 | 2 | 196 | 174 | 22  |
| 4 | Uruguay   | 3   | 3 | 0 | 3 | 134 | 231 | -97 |

| 28 de junio, 15:30                  | Colombia                            | 70 - 44                             | Uruguay                                |  |
| Reporte                             |                                     |                                     |                                        |  |
| Parciales: 19-7, 16-10, 21-8, 14-19 | Parciales: 19-7, 16-10, 21-8, 14-19 | Parciales: 19-7, 16-10, 21-8, 14-19 | Coliseo Polideportivo Garcilazo, Sucre |  |
| H. Ulloa - 12                       | Pts                                 | 15 - A. Gayoso                      | Coliseo Polideportivo Garcilazo, Sucre |  |
| D. González - 10                    | Rebs                                | 7 - M. Rivera                       | Coliseo Polideportivo Garcilazo, Sucre |  |
| M. Caicedo - 5                      | Asists                              | 3 - A. Sosa                         | Coliseo Polideportivo Garcilazo, Sucre |  |

| 28 de junio, 17:30                    | Venezuela                             | 77 - 73                               | Ecuador                                |  |
| Reporte                               |                                       |                                       |                                        |  |
| Parciales: 13-20, 17-18, 25-15, 22-20 | Parciales: 13-20, 17-18, 25-15, 22-20 | Parciales: 13-20, 17-18, 25-15, 22-20 | Coliseo Polideportivo Garcilazo, Sucre |  |
| J. Arias - 21                         | Pts                                   | 13 - J. Molina                        | Coliseo Polideportivo Garcilazo, Sucre |  |
| O. Betancourt - 14                    | Rebs                                  | 5 - L. Lugo                           | Coliseo Polideportivo Garcilazo, Sucre |  |
| O. Betancourt - 3                     | Asists                                | 6 - C. Illescas                       | Coliseo Polideportivo Garcilazo, Sucre |  |

| 29 de junio, 14:00                 | Ecuador                            | 33 - 51                            | Colombia                               |  |
| Reporte                            |                                    |                                    |                                        |  |
| Parciales: 9-10, 9-14, 12-11, 3-16 | Parciales: 9-10, 9-14, 12-11, 3-16 | Parciales: 9-10, 9-14, 12-11, 3-16 | Coliseo Polideportivo Garcilazo, Sucre |  |
| L. Lugo - 10                       | Pts                                | 19 - D. González                   | Coliseo Polideportivo Garcilazo, Sucre |  |
| L. Lugo - 11                       | Rebs                               | 10 - N. Cortés                     | Coliseo Polideportivo Garcilazo, Sucre |  |
| C. Illescas - 2                    | Asists                             | 3 - M. Caicedo                     | Coliseo Polideportivo Garcilazo, Sucre |  |

| 29 de junio, 16:00                 | Uruguay                            | 44 - 71                            | Venezuela                              |  |
| Reporte                            |                                    |                                    |                                        |  |
| Parciales: 7-18, 6-14, 9-22, 22-17 | Parciales: 7-18, 6-14, 9-22, 22-17 | Parciales: 7-18, 6-14, 9-22, 22-17 | Coliseo Polideportivo Garcilazo, Sucre |  |
| A. Gayoso - 24                     | Pts                                | 14 - Y. Pérez                      | Coliseo Polideportivo Garcilazo, Sucre |  |
| M. Rivera - 7                      | Rebs                               | 7 - Y. Álvarez                     | Coliseo Polideportivo Garcilazo, Sucre |  |
| V. Barrett - 2                     | Asists                             | 4 - Y. Álvarez                     | Coliseo Polideportivo Garcilazo, Sucre |  |

| 30 de junio, 14:00                  | Uruguay                             | 46 - 90                             | Ecuador                                |  |
| Reporte                             |                                     |                                     |                                        |  |
| Parciales: 8-15, 7-22, 15-17, 16-36 | Parciales: 8-15, 7-22, 15-17, 16-36 | Parciales: 8-15, 7-22, 15-17, 16-36 | Coliseo Polideportivo Garcilazo, Sucre |  |
| A. Gayoso - 16                      | Pts                                 | 13 - V. Ochoa                       | Coliseo Polideportivo Garcilazo, Sucre |  |
| M. Rivera - 6                       | Rebs                                | 10 - S. Bacilio                     | Coliseo Polideportivo Garcilazo, Sucre |  |
| M. Barbier - 2                      | Asists                              | 4 - M. Mora                         | Coliseo Polideportivo Garcilazo, Sucre |  |

| 30 de junio, 16:00                   | Venezuela                            | 55 - 64                              | Colombia                               |  |
| Reporte                              |                                      |                                      |                                        |  |
| Parciales: 12-26, 5-16, 16-11, 22-11 | Parciales: 12-26, 5-16, 16-11, 22-11 | Parciales: 12-26, 5-16, 16-11, 22-11 | Coliseo Polideportivo Garcilazo, Sucre |  |
| O. Betancourt - 14                   | Pts                                  | 16 - M. Caicedo                      | Coliseo Polideportivo Garcilazo, Sucre |  |
| O. Betancourt - 8                    | Rebs                                 | 13 - Y. Paz                          | Coliseo Polideportivo Garcilazo, Sucre |  |
| Y. Pérez - 3                         | Asists                               | 3 - M. Caicedo                       | Coliseo Polideportivo Garcilazo, Sucre |  |

### Grupo B
|   | Equipo    | Pts | J | G | P | PF  | PC  | Dif |
| - | --------- | --- | - | - | - | --- | --- | --- |
| 1 | Argentina | 6   | 3 | 3 | 0 | 270 | 113 | 157 |
| 2 | Chile     | 5   | 3 | 2 | 1 | 192 | 205 | -13 |
| 3 | Perú      | 4   | 3 | 1 | 2 | 169 | 230 | -61 |
| 4 | Bolivia   | 3   | 3 | 0 | 3 | 166 | 249 | -83 |

| 28 de junio, 13:30                  | Argentina                           | 79 - 43                             | Perú                                   |  |
| Reporte                             |                                     |                                     |                                        |  |
| Parciales: 18-8, 20-14, 13-8, 28-13 | Parciales: 18-8, 20-14, 13-8, 28-13 | Parciales: 18-8, 20-14, 13-8, 28-13 | Coliseo Polideportivo Garcilazo, Sucre |  |
| S. Acevedo - 15                     | Pts                                 | 22 - M. Carrera                     | Coliseo Polideportivo Garcilazo, Sucre |  |
| C. Gentinetta - 6                   | Rebs                                | 4 - A. Tasayco                      | Coliseo Polideportivo Garcilazo, Sucre |  |
| S. Wolf - 7                         | Asists                              | 3 - F. García                       | Coliseo Polideportivo Garcilazo, Sucre |  |

| 28 de junio, 20:00                    | Bolivia                               | 62 - 75                               | Chile                                  |  |
| Reporte                               |                                       |                                       |                                        |  |
| Parciales: 11-16, 11-22, 15-20, 25-17 | Parciales: 11-16, 11-22, 15-20, 25-17 | Parciales: 11-16, 11-22, 15-20, 25-17 | Coliseo Polideportivo Garcilazo, Sucre |  |
| N. Tapia - 18                         | Pts                                   | 27 - J. Ljubetic                      | Coliseo Polideportivo Garcilazo, Sucre |  |
| G. Herbas - 9                         | Rebs                                  | 6 - M. Retamales                      | Coliseo Polideportivo Garcilazo, Sucre |  |
| H. Agudo - 3                          | Asists                                | 5 - T. García                         | Coliseo Polideportivo Garcilazo, Sucre |  |

| 29 de junio, 18:00                 | Chile                              | 37 - 91                            | Argentina                              |  |
| Reporte                            |                                    |                                    |                                        |  |
| Parciales: 9-28, 9-22, 9-17, 10-24 | Parciales: 9-28, 9-22, 9-17, 10-24 | Parciales: 9-28, 9-22, 9-17, 10-24 | Coliseo Polideportivo Garcilazo, Sucre |  |
| T. Castro - 9                      | Pts                                | 14 - C. Suárez                     | Coliseo Polideportivo Garcilazo, Sucre |  |
| T. Castro - 4                      | Rebs                               | 9 - L. Cragnolino                  | Coliseo Polideportivo Garcilazo, Sucre |  |
| J. Campos - 3                      | Asists                             | 6 - C. Suárez                      | Coliseo Polideportivo Garcilazo, Sucre |  |

| 29 de junio, 20:00                              | Perú                                            | 74 - 71                                         | Bolivia                                |  |
| Reporte                                         |                                                 |                                                 |                                        |  |
| Parciales: 15-10, 9-18, 12-22, 25-11; TE: 13-10 | Parciales: 15-10, 9-18, 12-22, 25-11; TE: 13-10 | Parciales: 15-10, 9-18, 12-22, 25-11; TE: 13-10 | Coliseo Polideportivo Garcilazo, Sucre |  |
| V. Escudero - 19                                | Pts                                             | 21 - N. Tapia                                   | Coliseo Polideportivo Garcilazo, Sucre |  |
| A. Tasayco - 4                                  | Rebs                                            | 14 - L. Carrasco                                | Coliseo Polideportivo Garcilazo, Sucre |  |
| M. Carrera - 3                                  | Asists                                          | 3 - C. Gareca                                   | Coliseo Polideportivo Garcilazo, Sucre |  |

| 30 de junio, 18:00                    | Chile                                 | 80 - 52                               | Perú                                   |  |
| Reporte                               |                                       |                                       |                                        |  |
| Parciales: 18-12, 18-10, 25-12, 19-18 | Parciales: 18-12, 18-10, 25-12, 19-18 | Parciales: 18-12, 18-10, 25-12, 19-18 | Coliseo Polideportivo Garcilazo, Sucre |  |
| J. Ljubetic - 18                      | Pts                                   | 16 - M. Carrera                       | Coliseo Polideportivo Garcilazo, Sucre |  |
| J. Ljubetic - 7                       | Rebs                                  | 6 - K. Hernández                      | Coliseo Polideportivo Garcilazo, Sucre |  |
| T. García - 10                        | Asists                                | 2 - M. Carrera                        | Coliseo Polideportivo Garcilazo, Sucre |  |

| 30 de junio, 20:00                  | Bolivia                             | 33 - 100                            | Argentina                              |  |
| Reporte                             |                                     |                                     |                                        |  |
| Parciales: 11-24, 4-24, 11-28, 7-24 | Parciales: 11-24, 4-24, 11-28, 7-24 | Parciales: 11-24, 4-24, 11-28, 7-24 | Coliseo Polideportivo Garcilazo, Sucre |  |
| N. Tapia - 12                       | Pts                                 | 19 - S. Acevedo                     | Coliseo Polideportivo Garcilazo, Sucre |  |
| L. Carrasco - 5                     | Rebs                                | 12 - M. Fux                         | Coliseo Polideportivo Garcilazo, Sucre |  |
| C. Rosas - 2                        | Asists                              | 6 - F. Chagas                       | Coliseo Polideportivo Garcilazo, Sucre |  |

## Fase final

### 5º al 8º puesto
|  | 5º al 8º puesto | 5º al 8º puesto | 5º al 8º puesto |      |         | Quinto puesto | Quinto puesto | Quinto puesto |  |
|  |                 |                 |                 |      |         |               |               |               |  |
|  |                 |                 |                 |      |         |               |               |               |  |
|  | Ecuador         | Ecuador         | 72              |      |         |               |               |               |  |
|  | Ecuador         | Ecuador         | 72              |      |         |               |               |               |  |
|  | Bolivia         | Bolivia         | 50              |      |         |               |               |               |  |
|  | Bolivia         | Bolivia         | 50              |      | Ecuador | Ecuador       | 85            |               |  |
|  |                 |                 |                 |      | Ecuador | Ecuador       | 85            |               |  |
|  |                 |                 | Perú            | Perú | 40      |               |               |               |  |
|  | Uruguay         | Uruguay         | Perú            | Perú | 40      | 61            |               |               |  |
|  | Uruguay         | Uruguay         |                 |      |         | 61            |               |               |  |
|  | Perú            | Perú            | 69              |      |         | Séptimo lugar | Séptimo lugar | Séptimo lugar |  |
|  | Perú            | Perú            | 69              |      |         | Séptimo lugar | Séptimo lugar | Séptimo lugar |  |
|  |                 |                 |                 |      |         |               |               |               |  |
|  |                 |                 |                 |      |         | Bolivia       | Bolivia       | 61            |  |
|  |                 |                 |                 |      |         | Bolivia       | Bolivia       | 61            |  |
|  |                 |                 |                 |      |         | Uruguay       | Uruguay       | 59            |  |
|  |                 |                 |                 |      |         | Uruguay       | Uruguay       | 59            |  |
|  |                 |                 |                 |      |         |               |               |               |  |

#### Cruces
| 1 de julio, 14:00                    | Perú                                 | 69 - 61                              | Uruguay                                |  |
| Reporte                              |                                      |                                      |                                        |  |
| Parciales: 17-6, 17-11, 15-22, 20-22 | Parciales: 17-6, 17-11, 15-22, 20-22 | Parciales: 17-6, 17-11, 15-22, 20-22 | Coliseo Polideportivo Garcilazo, Sucre |  |
| A. Tasayco - 21                      | Pts                                  | 24 - A. Gayoso                       | Coliseo Polideportivo Garcilazo, Sucre |  |
| A. Tasayco - 10                      | Rebs                                 | 8 - M. Rivera                        | Coliseo Polideportivo Garcilazo, Sucre |  |
| F. García - 6                        | Asists                               | 6 - F. Niski                         | Coliseo Polideportivo Garcilazo, Sucre |  |

| 1 de julio, 18:00                     | Ecuador                               | 72 - 50                               | Bolivia                                |  |
| Reporte                               |                                       |                                       |                                        |  |
| Parciales: 18-13, 15-14, 24-11, 15-12 | Parciales: 18-13, 15-14, 24-11, 15-12 | Parciales: 18-13, 15-14, 24-11, 15-12 | Coliseo Polideportivo Garcilazo, Sucre |  |
| R. Bedoya - 17                        | Pts                                   | 11 - N. Tapia                         | Coliseo Polideportivo Garcilazo, Sucre |  |
| A. Valencia - 13                      | Rebs                                  | 4 - K. Anze                           | Coliseo Polideportivo Garcilazo, Sucre |  |
| V. Ochoa - 3                          | Asists                                | 4 - N. Tapia                          | Coliseo Polideportivo Garcilazo, Sucre |  |

#### Séptimo puesto
| 2 de julio, 12:00                    | Bolivia                              | 61 - 59                              | Uruguay                                |  |
| Reporte                              |                                      |                                      |                                        |  |
| Parciales: 15-13, 14-6, 16-21, 16-19 | Parciales: 15-13, 14-6, 16-21, 16-19 | Parciales: 15-13, 14-6, 16-21, 16-19 | Coliseo Polideportivo Garcilazo, Sucre |  |
| N. Tapia - 15                        | Pts                                  | 24 - A. Gayoso                       | Coliseo Polideportivo Garcilazo, Sucre |  |
| L. Carrasco - 13                     | Rebs                                 | 13 - E. Larre                        | Coliseo Polideportivo Garcilazo, Sucre |  |
| K. Anze - 3                          | Asists                               | 2 - E. Larre                         | Coliseo Polideportivo Garcilazo, Sucre |  |

#### Quinto puesto
| 2 de julio, 10:00                  | Ecuador                            | 85 - 40                            | Perú                                   |  |
| Reporte                            |                                    |                                    |                                        |  |
| Parciales: 17-16, 21-7, 23-8, 24-9 | Parciales: 17-16, 21-7, 23-8, 24-9 | Parciales: 17-16, 21-7, 23-8, 24-9 | Coliseo Polideportivo Garcilazo, Sucre |  |
| V. Ochoa - 13                      | Pts                                | 14 - V. Escudero                   | Coliseo Polideportivo Garcilazo, Sucre |  |
| L. Lugo - 11                       | Rebs                               | 10 - A. Cruz                       | Coliseo Polideportivo Garcilazo, Sucre |  |
| M. Mora - 9                        | Asists                             | 3 - M. Jaime                       | Coliseo Polideportivo Garcilazo, Sucre |  |

### 1º al 4º puesto
|  | Semifinales | Semifinales | Semifinales |           |          | Final        | Final        | Final        |  |
|  |             |             |             |           |          |              |              |              |  |
|  |             |             |             |           |          |              |              |              |  |
|  | Colombia    | Colombia    | 75          |           |          |              |              |              |  |
|  | Colombia    | Colombia    | 75          |           |          |              |              |              |  |
|  | Chile       | Chile       | 36          |           |          |              |              |              |  |
|  | Chile       | Chile       | 36          |           | Colombia | Colombia     | 55           |              |  |
|  |             |             |             |           | Colombia | Colombia     | 55           |              |  |
|  |             |             | Argentina   | Argentina | 71       |              |              |              |  |
|  | Venezuela   | Venezuela   | Argentina   | Argentina | 71       | 61           |              |              |  |
|  | Venezuela   | Venezuela   |             |           |          | 61           |              |              |  |
|  | Argentina   | Argentina   | 95          |           |          | Tercer lugar | Tercer lugar | Tercer lugar |  |
|  | Argentina   | Argentina   | 95          |           |          | Tercer lugar | Tercer lugar | Tercer lugar |  |
|  |             |             |             |           |          |              |              |              |  |
|  |             |             |             |           |          | Chile        | Chile        | 69           |  |
|  |             |             |             |           |          | Chile        | Chile        | 69           |  |
|  |             |             |             |           |          | Venezuela    | Venezuela    | 64           |  |
|  |             |             |             |           |          | Venezuela    | Venezuela    | 64           |  |
|  |             |             |             |           |          |              |              |              |  |

#### Semifinales
| 1 de julio, 16:00                   | Colombia                            | 75 - 36                             | Chile                                  |  |
| Reporte                             |                                     |                                     |                                        |  |
| Parciales: 20-3, 27-5, 17-10, 11-18 | Parciales: 20-3, 27-5, 17-10, 11-18 | Parciales: 20-3, 27-5, 17-10, 11-18 | Coliseo Polideportivo Garcilazo, Sucre |  |
| S. Pardo - 16                       | Pts                                 | 10 - J. Ljubetic                    | Coliseo Polideportivo Garcilazo, Sucre |  |
| L. Ayala - 9                        | Rebs                                | 6 - C. Vargas                       | Coliseo Polideportivo Garcilazo, Sucre |  |
| M. Caicedo - 4                      | Asists                              | 3 - J. Campos                       | Coliseo Polideportivo Garcilazo, Sucre |  |

| 1 de julio, 20:00                    | Argentina                            | 95 - 61                              | Venezuela                              |  |
| Reporte                              |                                      |                                      |                                        |  |
| Parciales: 17-12, 14-9, 21-22, 43-18 | Parciales: 17-12, 14-9, 21-22, 43-18 | Parciales: 17-12, 14-9, 21-22, 43-18 | Coliseo Polideportivo Garcilazo, Sucre |  |
| S. Acevedo - 20                      | Pts                                  | 23 - Y. Pérez                        | Coliseo Polideportivo Garcilazo, Sucre |  |
| V. Gauna - 9                         | Rebs                                 | 5 - O. Betancourt                    | Coliseo Polideportivo Garcilazo, Sucre |  |
| F. Chagas - 4                        | Asists                               | 3 - Y. Álvarez                       | Coliseo Polideportivo Garcilazo, Sucre |  |

#### Tercer puesto
| 2 de julio, 14:00                     | Chile                                 | 69 - 64                               | Venezuela                              |  |
| Reporte                               |                                       |                                       |                                        |  |
| Parciales: 22-11, 15-12, 18-17, 14-24 | Parciales: 22-11, 15-12, 18-17, 14-24 | Parciales: 22-11, 15-12, 18-17, 14-24 | Coliseo Polideportivo Garcilazo, Sucre |  |
| A. Gallardo - 19                      | Pts                                   | 19 - O. Betancourt                    | Coliseo Polideportivo Garcilazo, Sucre |  |
| A. Gallardo - 9                       | Rebs                                  | 14 - O. Betancourt                    | Coliseo Polideportivo Garcilazo, Sucre |  |
| T. García - 11                        | Asists                                | 3 - Y. Álvarez                        | Coliseo Polideportivo Garcilazo, Sucre |  |

#### Final
| 2 de julio, 16:00                     | Colombia                              | 55 - 71                               | Argentina                              |  |
| Reporte                               |                                       |                                       |                                        |  |
| Parciales: 13-16, 12-15, 18-27, 12-13 | Parciales: 13-16, 12-15, 18-27, 12-13 | Parciales: 13-16, 12-15, 18-27, 12-13 | Coliseo Polideportivo Garcilazo, Sucre |  |
| M. Zamora - 18                        | Pts                                   | 22 - S. Acevedo                       | Coliseo Polideportivo Garcilazo, Sucre |  |
| L. Ayala - 10                         | Rebs                                  | 7 - F. Chagas                         | Coliseo Polideportivo Garcilazo, Sucre |  |
| M. Caicedo - 6                        | Asists                                | 6 - F. Chagas                         | Coliseo Polideportivo Garcilazo, Sucre |  |

## Posiciones finales
| Rank              | Equipo    | Récord |
| ----------------- | --------- | ------ |
| Medalla de oro    | Argentina | 5 - 0  |
| Medalla de plata  | Colombia  | 4 - 1  |
| Medalla de bronce | Chile     | 3 - 2  |
| 4                 | Venezuela | 2 - 3  |
| 5                 | Ecuador   | 3 - 2  |
| 6                 | Perú      | 2 - 3  |
| 7                 | Bolivia   | 1 - 4  |
| 8                 | Uruguay   | 0 - 5  |

Fuente: FIBA Américas
|  | Clasificados al Campeonato FIBA Américas Femenino Sub-18 de 2018. |